# Hemiandra pungens
Espèce
Classification phylogénétique
Répartition géographique
Hemiandra pungens est une espèce de plantes à fleurs de la famille des Lamiaceae originaire du sud-ouest de l'Australie-Occidentale.

## Description
L'espèce se présente de façon variable soit comme plante rampante soit comme buisson atteignant 1 mètre de hauteur. Les feuilles lancéolées, fortement pointues font jusqu'à 2,5 cm de longueur. Les fleurs ont une base tubulaire et deux lobes sur la lèvre supérieure, 3 sur la lèvre inférieure. Elles peuvent être de couleur rose, lilas, mauve ou blanc avec des taches contrastées dans la corolle. Les fleurs apparaissent toute l'année, mais plus intensément au printemps.

## Galerie

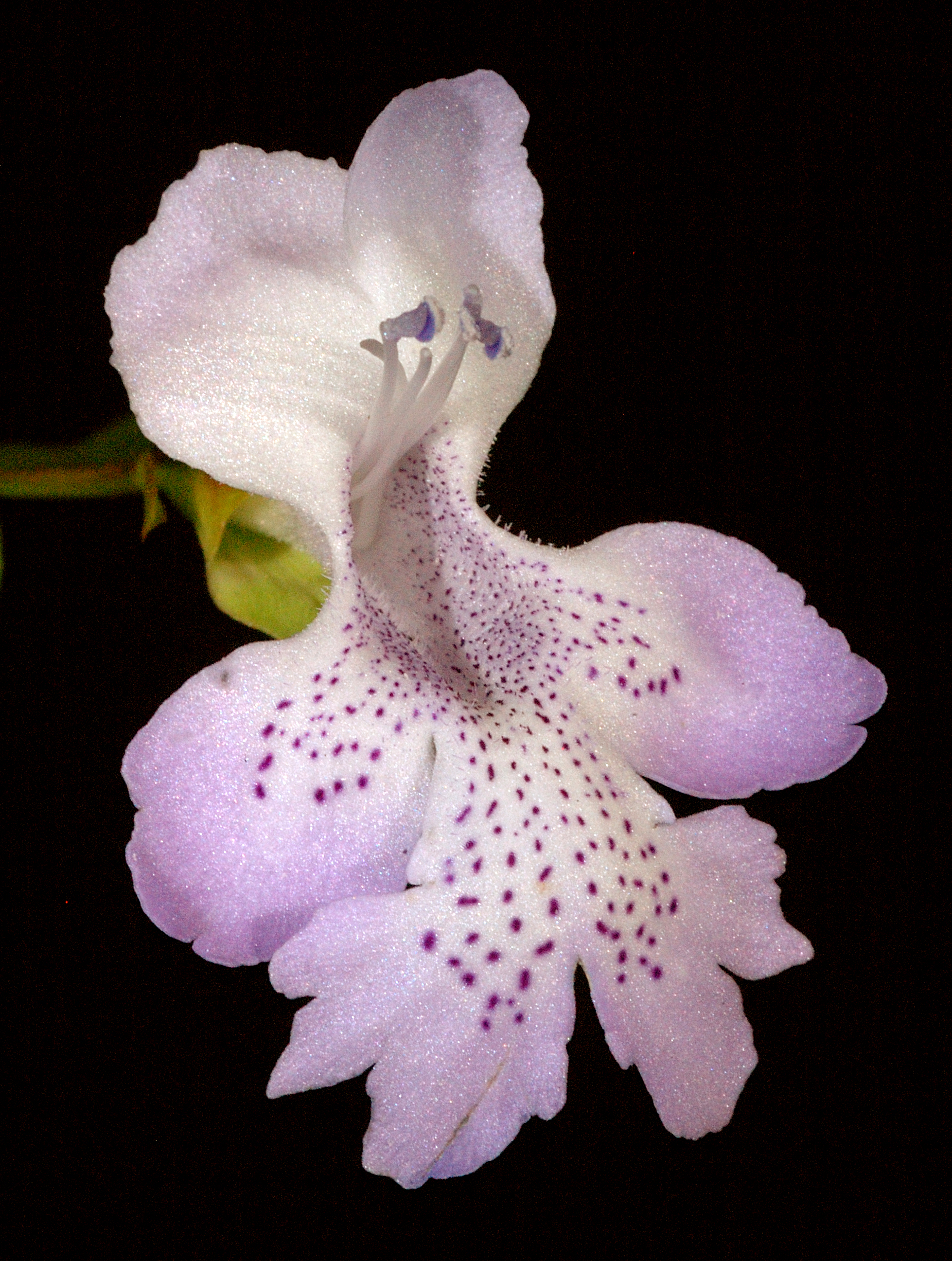
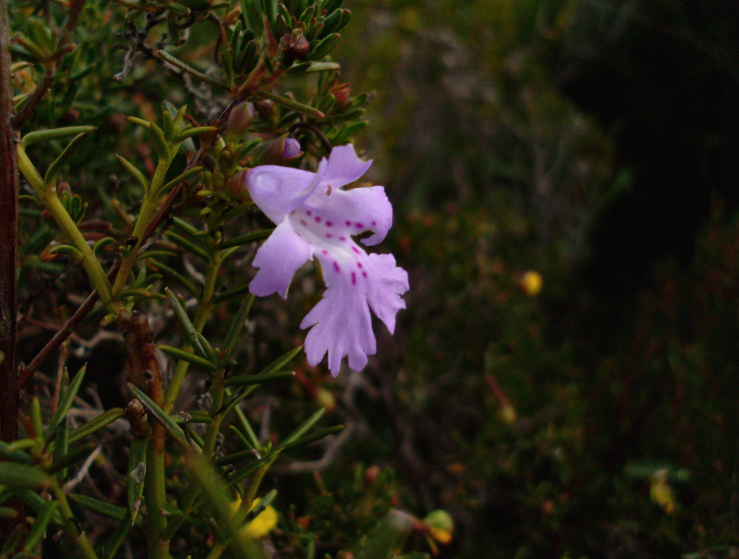
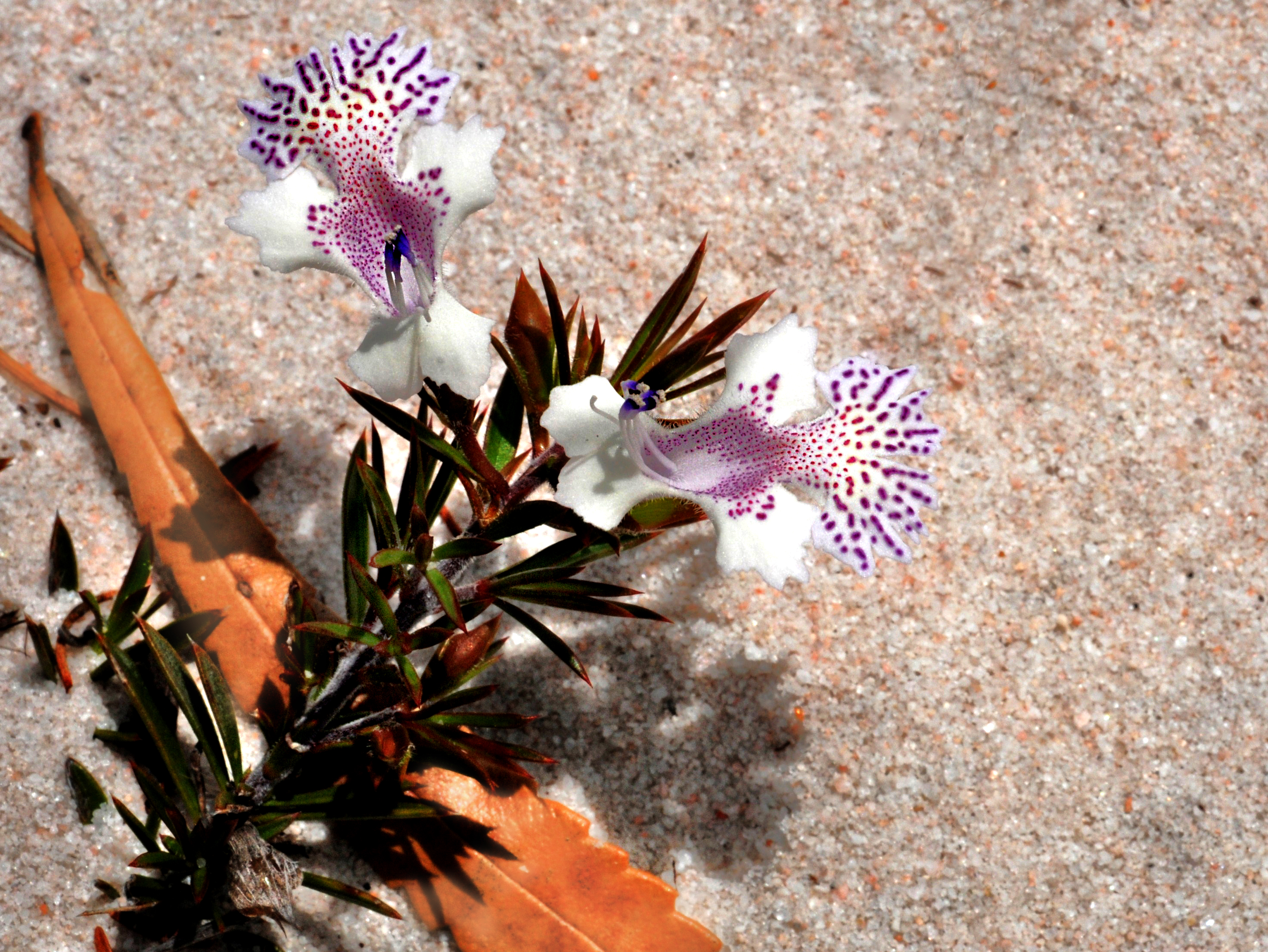
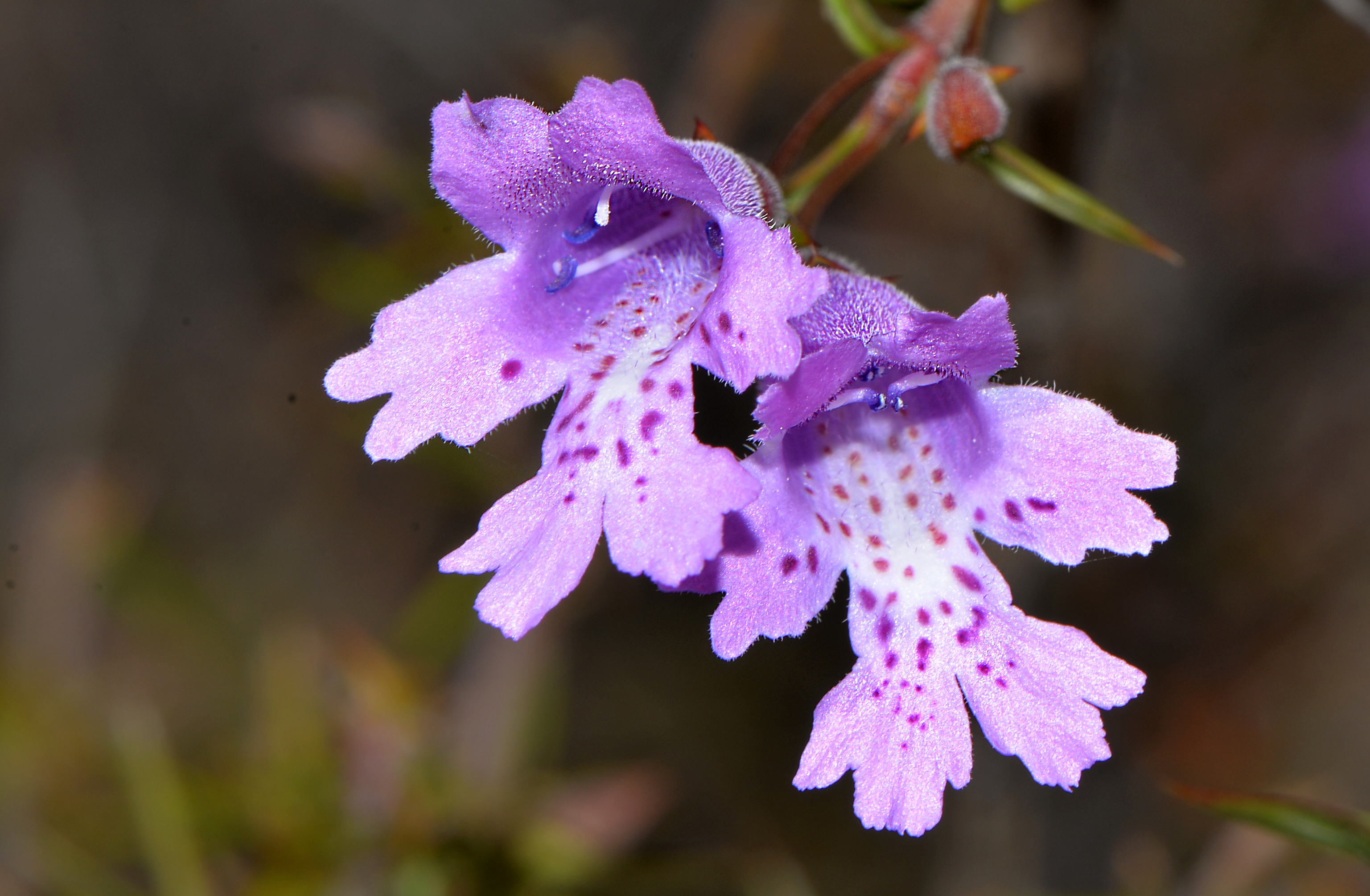